# Der Pimpf
Der Pimpf foi uma revista nazista para meninos, em particular os da Deutsches Jungvolk, com aventura e propaganda. Apareceu pela primeira vez em 1935 com o nome Morgen, e em 1937 mudou para Der Pimpf; a sua frequência de publicação desceu com a guerra.
Incluía aventuras das tropas da Juventude Hitlerista. Sua última edição incitou os meninos a se inspirar sobre a SS, e falou da Divisão SS "Hitler Jugend".
A contraparte feminina, Das deutsche Mädel, faltou essa ênfase na aventura.

## Origem do nome
A palavra Pimpf é uma gíria para qualquer membro do Movimento da Juventude Alemã, mais tarde, especialmente do Deutsches Jungvolk, a camada mais jovem da Juventude Hitlerista. Seu significado no Alto Alemão é "menino", "pequeno malandro", ou "patife", originalmente "peido".